# Office for Inter-American Affairs
O Office of the Coordinator of Inter-American Affairs foi uma agência dos Estados Unidos que promovia a cooperação interamericana durante a década de 1940, especialmente em áreas comerciais e económicas. Foi iniciada em 16 de Agosto de 1940 como OCCCRBAR (Office for Coordination of Commercial and Cultural Relations between the American Republics) tendo simplificado o seu nome um ano depois, a agência funcionou até 1946, sob a chefia de Nelson Rockefeller tendo sido nomeado pelo Presidente Franklin Delano Roosevelt.

## Funções
Oficialmente a função da agência era a de trabalhar na "cooperação interamericana e na solidariedade hemisférica", Na realidade, os programas de cooperação e a solidariedade hemisférica constituíam instrumentos para atingir outros fins, a saber: enfrentar o desafio do Eixo no plano internacional e consolidar o Estado norte-americano como grande potência. Das próprias publicações americanas pode-se concluir que Washington estava convencido da necessidade de proteger sua posição internacional, a partir de medidas abrangentes (econômicas, políticas e de propaganda) que enfrentassem com sucesso o desafio nazista.
A agência era diretamente ligada ao Departamento de Segurança Nacional dos EUA, sendo subordinado ao Conselho de Defesa Nacional. A Agência era portanto parte do esforço de preparação para a guerra, em que se achava empenhado o governo Roosevelt, convencido de sua inevitabilidade desde o início do ano de 1939. Antes mesmo que os Estados Unidos entrassem na guerra, em 1941, a agência já estava agindo a todo o vapor no sentido de afastar das Américas a influência do Eixo.
Durante a década de 1940, a rede de radiodifusão CBS contribuiu para as iniciativas culturais da OCIAA, estabelecendo a Orquestra Pan-Americana da CBS para mostrar artistas musicais proeminentes da América do Norte e do Sul no seu programa Viva América. Incluído entre os colaboradores foram Alfredo Antonini (Condutor de orquestra italiano-americano); Terig Tucci (Compositor argentino); John Serry Sr. (Acordeonista italiano-americano), Elsa Miranda (vocalista porto-riquenho), Nestor Mesa Chaires (tenor mexicano), Juan Arvizu (tenor mexicano) e Edmund A. Chester (Jornalista americano).
Ao todo a Agência gastou cerca de 140 milhões de dólares em 6 anos de atividades. Nos tempos de maior ação, empregava 1.100 pessoas nos Estados Unidos e 200 no estrangeiro, além dos comitês voluntários de cidadãos norte-americanos (geralmente empresários) que apoiavam atividades em 20 países latino americanos. A estrutura se separava em  4 divisões:
·	Comunicações
·	Relações Culturais
·	Saúde
·	Comercial / Financeira.
Cada uma delas se subdividia em seções, com ampla margem de atuação. Comunicações abrangiam rádio, cinema, imprensa, viagens e esportes. Relações culturais incluíam arte, música, literatura, publicações, intercâmbio e educação. Saúde trabalhava com problemas sanitários em geral. A Divisão comercial/financeira lidava com prioridades de exportação, transporte, finanças e desenvolvimento.